# Heraclea d'Eòlia
Heraclea d'Eòlia (grec antic: Ἡράκλεια) era una ciutat costanera d'Eòlia, a l'altre costat de les Cent Illes (αἰ Ἑκατόννησοι). La ciutat, juntament amb la veïna Corifant (Κορυφάς), es diu que era una dependència de Mitilene.
El lloc s'ha localitzat en un indret pròxim a Ayvalık.